# Singapore Democratic Alliance

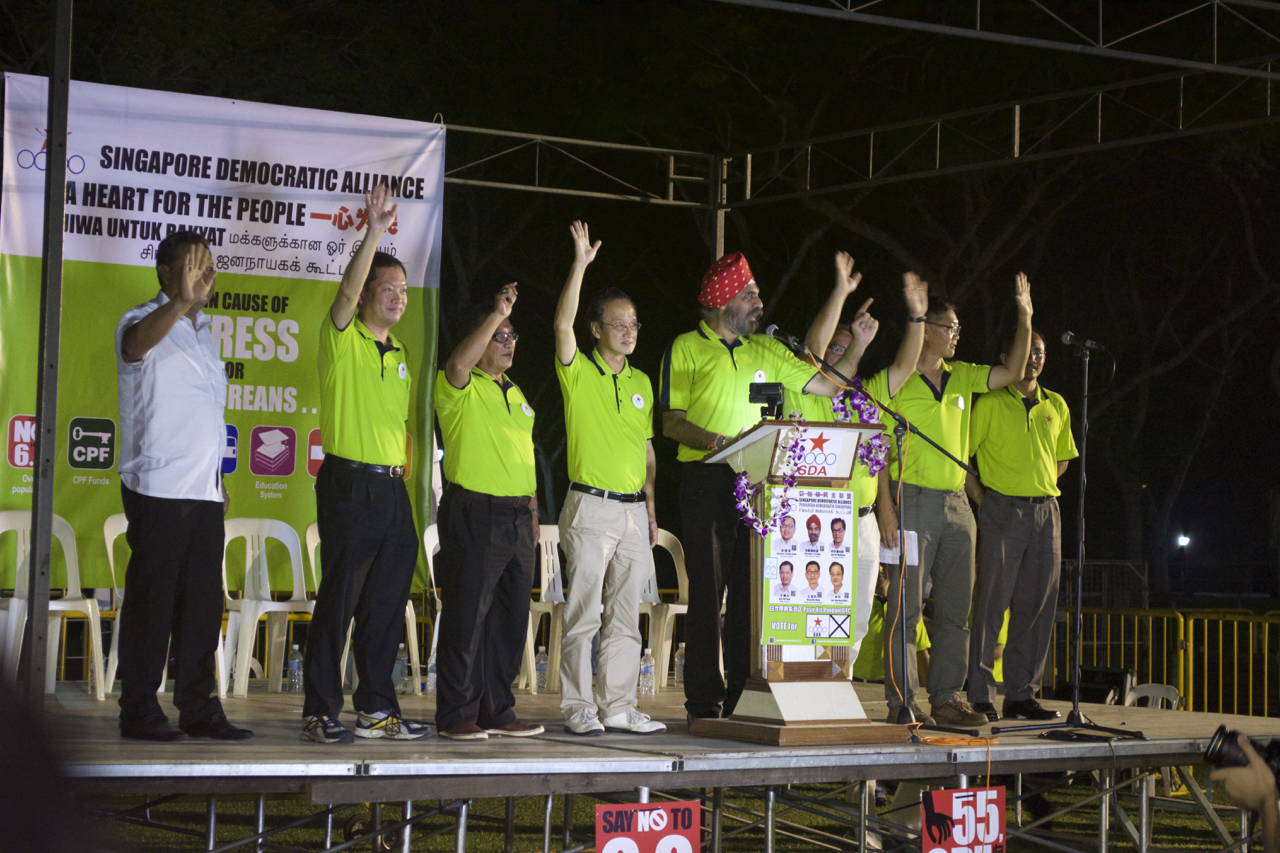
Mitglieder der SDA bei einer Wahlkampfveranstaltung im Jahr 2015

The Singapore Democratic Alliance (abgekürzt: SDA; chin.: 新加坡民主联盟) ist ein oppositionelles Parteienbündnis  in Singapur. Sie wurde 2001 kurz vor den Parlamentswahlen gegründet, um eine gebündelte Opposition zur People’s Action Party (Singapur) (PAP) zu bilden. Die Allianz wurde von Singapore People’s Party unter Chiam See Tong angeführt. Das Bündnis bestand aus folgenden Parteien:
- Singapore Malay National Organization (PKMS)
- Singapore People’s Party (SPP)
- Singapore Justice Party (SJP)
- National Solidarity Party (NSP)

2007 löste sich die NSP aus der Allianz. Im Februar 2011 wurde Chiam als Vorsitzender abgewählt, woraufhin er ankündigte, dass sich die SPP ebenfalls abspaltet.